# Johan Alegren
Johan Alegren, född 1749, död 13 januari 1819 i Hedvig Eleonora församling, Stockholms stad, var en svensk rådman och politiker.

## Biografi
Johan Alegren föddes 1749. Han var son till rådmannen Severin Ahlgren i Stockholm. Alegren blev 1788 rådman i Stockholms stad och var riksdagsledamot för borgarståndet i Stockholms stad vid riksdagen 1792. Han var en känd oppositionsman och häktades efter Gustaf IIIs mord, men blev senare frikänd. Alegren föreslogs senare till borgmästare. Han avled 1819 i Stockholm.

### Familj
Alegren var gift med Louise Forsberg (1762–1836).